# Tozai Mystery Best 100
Tozai Mystery Best 100 (東西ミステリーベスト100, Tozai Misuteri Besuto 100, litt. Les 100 meilleurs romans policiers de l'Orient et l'Occident) sont des listes, publiées en 1985 par Bungeishunjū.
L'édition révisée a été publiée en 2012.

## 1985

### Meilleurs romans policiers du monde (1985)
| no | Titre original                                 | Titre français                                                              | Auteur                  | Année |
| -- | ---------------------------------------------- | --------------------------------------------------------------------------- | ----------------------- | ----- |
| 1  | The Tragedy of Y                               | La Tragédie d'Y                                                             | Ellery Queen            | 1932  |
| 2  | Phantom Lady                                   | Lady Fantôme                                                                | William Irish           | 1942  |
| 3  | The Long Goodbye                               | The Long Goodbye                                                            | Raymond Chandler        | 1953  |
| 4  | And Then There Were None                       | Dix Petits Nègres                                                           | Agatha Christie         | 1939  |
| 5  | The Eagle Has Landed                           | L'aigle s'est envolé                                                        | Jack Higgins            | 1975  |
| 6  | Midnight Plus One                              | Minuit plus une                                                             | Gavin Lyall             | 1965  |
| 7  | The Cask                                       | Le Tonneau                                                                  | Freeman Wills Crofts    | 1920  |
| 8  | The Murder of Roger Ackroyd                    | Le Meurtre de Roger Ackroyd                                                 | Agatha Christie         | 1926  |
| 9  | The Bishop Murder Case                         | Le Fou des échecs / L'Affaire de l'évêque                                   | S. S. Van Dine          | 1929  |
| 10 | The Adventures of Sherlock Holmes              | Les Aventures de Sherlock Holmes                                            | Arthur Conan Doyle      | 1892  |
| 11 | HMS Ulysses                                    | HMS Ulysses                                                                 | Alistair MacLean        | 1955  |
| 12 | The Day of the Jackal                          | Chacal                                                                      | Frederick Forsyth       | 1971  |
| 13 | Farewell, My Lovely                            | Adieu, ma jolie                                                             | Raymond Chandler        | 1940  |
| 14 | The Burning Court                              | La Chambre ardente                                                          | John Dickson Carr       | 1937  |
| 15 | Shadow 81                                      | Les Otages du ciel                                                          | Lucien Nahum            | 1975  |
| 16 | Le Mystère de la chambre jaune                 | ‐                                                                           | Gaston Leroux           | 1907  |
| 17 | A Kiss Before Dying                            | La Couronne de cuivre                                                       | Ira Levin               | 1953  |
| 18 | The Red Redmaynes                              |                                                                             | Eden Phillpotts         | 1922  |
| 19 | For Kicks                                      | Ventre à terre                                                              | Dick Francis            | 1965  |
| 19 | The Maltese Falcon                             | Le Faucon de Malte                                                          | Dashiell Hammett        | 1930  |
| 21 | High Citadel                                   | Cordillera                                                                  | Desmond Bagley          | 1965  |
| 22 | The Greene Murder Case                         | La Série sanglante                                                          | S. S. Van Dine          | 1928  |
| 23 | La Femme de paille                             | ‐                                                                           | Catherine Arley         | 1956  |
| 24 | The Chill                                      | Le Frisson                                                                  | Ross Macdonald          | 1964  |
| 24 | The Innocence of Father Brown                  | La Clairvoyance du père Brown                                               | G. K. Chesterton        | 1911  |
| 26 | The Hollow Man The Three Coffins               | Trois cercueils se refermeront                                              | John Dickson Carr       | 1935  |
| 27 | The Tragedy of X                               | La Tragédie de X                                                            | Ellery Queen            | 1932  |
| 28 | Early Autumn                                   | Printemps pourri                                                            | Robert B. Parker        | 1981  |
| 29 | Red Harvest                                    | Moisson rouge                                                               | Dashiell Hammett        | 1929  |
| 30 | Den skrattande polisen                         | Le Policier qui rit                                                         | Sjöwall & Wahlöö        | 1968  |
| 31 | The Egyptian Cross Mystery                     | Le Mystère des trois croix Le Mystère égyptien                              | Ellery Queen            | 1932  |
| 32 | The Bourne Identity                            | La Mémoire dans la peau                                                     | Robert Ludlum           | 1980  |
| 33 | The Spy Who Came in from the Cold              | L'Espion qui venait du froid                                                | John le Carré           | 1963  |
| 34 | Murder on the Orient Express                   | Le Crime de l'Orient-Express                                                | Agatha Christie         | 1934  |
| 35 | The Judas Window                               | La Flèche peinte                                                            | Carter Dickson          | 1938  |
| 36 | The Murders in the Rue Morgue                  | Double Assassinat dans la rue Morgue                                        | Edgar Allan Poe         | 1841  |
| 37 | Someone Like You                               | Bizarre ! Bizarre !                                                         | Roald Dahl              | 1953  |
| 38 | Tour de Force                                  | Tour de force                                                               | Christianna Brand       | 1955  |
| 39 | Last Seen Wearing                              | Portée disparue                                                             | Colin Dexter            | 1976  |
| 40 | The Gold-Bug                                   | Le Scarabée d'or                                                            | Edgar Allan Poe         | 1843  |
| 41 | 813                                            | ‐                                                                           | Maurice Leblanc         | 1910  |
| 41 | Charlie Muffin Charlie M                       |                                                                             | Brian Freemantle        | 1977  |
| 43 | The Big Sleep                                  | Le Grand Sommeil                                                            | Raymond Chandler        | 1939  |
| 44 | The Daughter of Time                           | La Fille du temps                                                           | Josephine Tey           | 1951  |
| 45 | The Hound of the Baskervilles                  | Le Chien des Baskerville                                                    | Arthur Conan Doyle      | 1902  |
| 46 | The Poisoned Chocolates Case                   | Le Club des détectives                                                      | Anthony Berkeley Cox    | 1929  |
| 46 | Rendezvous in Black                            | Rendez-vous en noir                                                         | Cornell Woolrich        | 1948  |
| 48 | Whip Hand                                      | À la cravache !                                                             | Dick Francis            | 1979  |
| 49 | Home Sweet Homicide                            | Maman déteste la police                                                     | Craig Rice              | 1944  |
| 49 | Dover and the Unkindest Cut of All             | Couper !                                                                    | Joyce Porter            | 1967  |
| 51 | The Moonstone                                  | La Pierre de lune                                                           | Wilkie Collins          | 1868  |
| 52 | Not a Penny More, Not a Penny Less             | Récupérer un million de dollars, ce n'est pas si facile/La Main dans le sac | Jeffrey Archer          | 1976  |
| 53 | Calamity Town                                  | La Ville maudite                                                            | Ellery Queen            | 1942  |
| 54 | The Wycherly Woman                             | Le Cas de la femme Wycherly L'Affaire Wycherly                              | Ross Macdonald          | 1961  |
| 54 | The Greek Coffin Mystery                       | Deux Morts dans un cercueil                                                 | Ellery Queen            | 1932  |
| 56 | The Postman Always Rings Twice                 | Le facteur sonne toujours deux fois                                         | James M. Cain           | 1934  |
| 56 | Storm Warning                                  | Avis de tempête                                                             | Jack Higgins            | 1976  |
| 58 | The Beast Must Die                             | Que la bête meure                                                           | Nicholas Blake          | 1938  |
| 59 | The Most Dangerous Game                        | Peau de Lapon                                                               | Gavin Lyall             | 1964  |
| 60 | A Prayer for the Dying                         | L'Irlandais                                                                 | Jack Higgins            | 1973  |
| 61 | Black Widowers                                 | Cycle des veufs noirs                                                       | Isaac Asimov            | 1974  |
| 61 | Trial and Error                                | Une erreur judiciaire                                                       | Anthony Berkeley Cox    | 1937  |
| 63 | The Human Factor                               | Le Facteur humain                                                           | Graham Greene           | 1978  |
| 64 | The HOG Murders                                |                                                                             | William L. DeAndrea     | 1979  |
| 64 | Cop Hater                                      | Du balai !                                                                  | Ed McBain               | 1956  |
| 64 | The Purloined Letter                           | La Lettre volée                                                             | Edgar Allan Poe         | 1845  |
| 67 | Piège pour Cendrillon                          | ‐                                                                           | Sébastien Japrisot      | 1962  |
| 68 | Rebecca                                        | Rebecca                                                                     | Daphne du Maurier       | 1932  |
| 69 | The Emperor's Snuff-Box                        | Un coup sur la tabatière                                                    | John Dickson Carr       | 1942  |
| 70 | The Devil's Alternative                        | L'Alternative du Diable                                                     | Frederick Forsyth       | 1979  |
| 71 | Raise the Titanic!                             | Renflouez le Titanic !                                                      | Clive Cussler           | 1976  |
| 71 | The Mask of Dimitrios A Coffin for Dimitrios   | Le Masque de Dimitrios                                                      | Eric Ambler             | 1939  |
| 73 | Odds Against                                   |                                                                             | Dick Francis            | 1965  |
| 74 | Threat                                         |                                                                             | Richard Jessup          | 1981  |
| 74 | Trent's Last Case                              | L'Affaire Manderson                                                         | Edmund Clerihew Bentley | 1913  |
| 74 | A Voice from the Dark                          | Une voix dans l'ombre                                                       | Eden Phillpotts         | 1925  |
| 77 | Outrage                                        |                                                                             | Henry Denker            | 1982  |
| 78 | Goodbye to an Old friend                       | Vieil ami, adieu                                                            | Brian Freemantle        | 1973  |
| 79 | Invisible Green                                | L'Invisible Monsieur Levert                                                 | John Thomas Sladek      | 1977  |
| 80 | The Guns of Navarone                           | Les Canons de Navarone                                                      | Alistair MacLean        | 1957  |
| 81 | Recovery                                       |                                                                             | Steven L. Thompson      | 1980  |
| 82 | I Like 'em Tough                               | Un clochard trop curieux Pourvu que tu en crèves                            | Curt Cannon             | 1958  |
| 83 | La Tête d'un homme                             | ‐                                                                           | Georges Simenon         | 1931  |
| 84 | Ashenden: Or the British Agent                 | Mr Ashenden, agent secret                                                   | W. Somerset Maugham     | 1928  |
| 85 | Eye of the Needle                              | L'Arme à l'œil                                                              | Ken Follett             | 1978  |
| 86 | The Nine Mile Walk                             |                                                                             | Harry Kemelman          | 1967  |
| 86 | The Red House Mystery                          | Le Mystère de la maison rouge                                               | Alan Alexander Milne    | 1922  |
| 88 | The Glass Key                                  | La Clé de verre                                                             | Dashiell Hammett        | 1931  |
| 89 | Stealing Lillian                               | Les Malheurs de Lili                                                        | Tony Kenrick            | 1975  |
| 90 | The Dutch Shoe Mystery                         | Le Mystère du soulier blanc                                                 | Ellery Queen            | 1931  |
| 90 | Death of Jezebel                               | Mort de Jézabel                                                             | Christianna Brand       | 1948  |
| 92 | The Tooth and the Nail                         | Une dent contre lui                                                         | Bill S. Ballinger       | 1955  |
| 93 | Man on Fire                                    |                                                                             | A. J. Quinnell          | 1980  |
| 94 | Blood Ties                                     |                                                                             | A. J. Quinnell          | 1984  |
| 94 | Halfway House                                  | Le Mystère de l'allumette La Maison à mi-route Une maison dans la nuit      | Ellery Queen            | 1936  |
| 94 | Buried for Pleasure                            |                                                                             | Edmund Crispin          | 1948  |
| 97 | The 12.30 from Croydon Wilful and Premeditated | 12h30 de Croydon                                                            | Freeman Wills Crofts    | 1934  |
| 97 | The Odessa File                                | Le Dossier Odessa                                                           | Frederick Forsyth       | 1972  |
| 99 | The First Deadly Sin                           | Chevaliers d'orgueil                                                        | Lawrence Sanders        | 1973  |
| 99 | The Wrong Case                                 | Fausse Piste                                                                | James Crumley           | 1975  |

### Meilleurs romans policiers japonais (1985)
| no | Titre original                                           | Titre français                                  | Auteur                  | Année |
| -- | -------------------------------------------------------- | ----------------------------------------------- | ----------------------- | ----- |
| 1  | Gokumon To (獄門島)                                      | L'Île de la porte de l'enfer                    | Seishi Yokomizo         | 1949  |
| 2  | Kyomu e no Kumotsu (虚無への供物)                        |                                                 | Hideo Nakai (ja)        | 1964  |
| 3  | Ten to Sen (点と線)                                      | Tokyo express                                   | Seicho Matsumoto        | 1958  |
| 4  | Furenzoku Satsujin Jiken (不連続殺人事件)                | Meurtres sans série                             | Ango Sakaguchi          | 1948  |
| 5  | Kokushikan Satsujin Jiken (黒死館殺人事件)               |                                                 | Mushitaro Oguri (ja)    | 1935  |
| 6  | Dogura Magura (ドグラ・マグラ)                           | Dogra Magra                                     | Kyusaku Yumeno          | 1935  |
| 7  | Honjin Satsujin Jiken (本陣殺人事件)                     | Le Meurtre du Honjin                            | Seishi Yokomizo         | 1947  |
| 8  | Kuroi Toranku (黒いトランク)                             |                                                 | Tetsuya Ayukawa         | 1956  |
| 9  | Modorigawa Shinju (戻り川心中)                           |                                                 | Mikihiko Renjō (ja)     | 1980  |
| 10 | Shisei Satsujin Jiken (刺青殺人事件)                     | Irezumi                                         | Akimitsu Takagi         | 1948  |
| 11 | Yamaneko no Natsu (山猫の夏)                             |                                                 | Yoichi Funado (ja)      | 1984  |
| 12 | Dai Yukai (大誘拐)                                       |                                                 | Shin Tendo (ja)         | 1978  |
| 13 | Nisen Doka (二銭銅貨)                                    | La Pièce de deux sen                            | Edogawa Ranpo           | 1923  |
| 14 | Inju (陰獣)                                              | La Proie et l'Ombre Inju : la Bête dans l'ombre | Edogawa Ranpo           | 1928  |
| 15 | Zero no Shoten (ゼロの焦点)                              | Le Point zéro                                   | Seicho Matsumoto        | 1959  |
| 16 | Juichi mai no Torampu (11枚のとらんぷ)                   |                                                 | Tsumao Awasaka (ja)     | 1976  |
| 17 | A Aiichiro no Robai (亜愛一郎の狼狽)                     |                                                 | Tsumao Awasaka (ja)     | 1978  |
| 18 | Kiga Kaikyo (飢餓海峡)                                   |                                                 | Tsutomu Minakami        | 1963  |
| 18 | Gomesu no Na wa Gomesu (ゴメスの名はゴメス)              |                                                 | Shoji Yuki (ja)         | 1962  |
| 20 | Kikenna Dowa (危険な童話)                                |                                                 | Takao Tsuchiya (ja)     | 1961  |
| 21 | Senseijutsu Satsujin Jiken (占星術殺人事件)              | Tokyo Zodiac Murders                            | Soji Shimada            | 1981  |
| 22 | Midare Karakuri (乱れからくり)                           |                                                 | Tsumao Awasaka (ja)     | 1977  |
| 23 | Jiken (事件)                                             |                                                 | Shohei Ooka             | 1977  |
| 24 | Ori (檻)                                                 |                                                 | Kenzo Kitakata          | 1983  |
| 25 | Shinri Shiken (心理試験)                                 | Le Test psychologique                           | Edogawa Ranpo           | 1925  |
| 26 | Hako no Naka no Shitsuraku (匣の中の失楽)                |                                                 | Kenji Takemoto (ja)     | 1978  |
| 27 | Uete Okami (飢えて狼)                                    |                                                 | Tatsuo Shimizu (ja)     | 1981  |
| 28 | Hakuchu no Shikaku (白昼の死角)                          |                                                 | Akimitsu Takagi         | 1960  |
| 29 | Odo no Honryu (黄土の奔流)                               |                                                 | Jiro Ikushima (ja)      | 1965  |
| 29 | Nogare no Machi (逃がれの街)                             |                                                 | Kenzo Kitakata          | 1982  |
| 31 | Yaju Shisu beshi (野獣死すべし)                          |                                                 | Haruhiko Oyabu (ja)     | 1958  |
| 32 | Ningyo wa Naze Korosareru (人形はなぜ殺される)           |                                                 | Akimitsu Takagi         | 1955  |
| 33 | Namekuji Nagaya Torimono Sawagi (なめくじ長屋捕物さわぎ) |                                                 | Michio Tsuzuki (ja)     | 1968  |
| 34 | Oitsumeru (追いつめる)                                   |                                                 | Jiro Ikushima (ja)      | 1967  |
| 35 | Neko wa Shitteita (猫は知っていた)                       |                                                 | Etsuko Niki (ja)        | 1957  |
| 36 | Sama Apokaripusu (サマー・アポカリプス)                  |                                                 | Kiyoshi Kasai (ja)      | 1981  |
| 37 | Koto no Oni (孤島の鬼)                                   | Le Démon de l'île solitaire                     | Edogawa Ranpo           | 1929  |
| 37 | Kuroi Hakucho (黒い白鳥)                                 |                                                 | Tetsuya Ayukawa         | 1960  |
| 39 | Moeru Hato (燃える波濤)                                  |                                                 | Ei Mori (ja)            | 1982  |
| 40 | Bengogawa no Shonin (弁護側の証人)                       |                                                 | Kimiko Koizumi (ja)     | 1963  |
| 41 | Kage no Kokuhatsu (影の告発)                             |                                                 | Takao Tsuchiya (ja)     | 1963  |
| 42 | Akuma no Temariuta (悪魔の手毬唄)                        | La Ritournelle du démon                         | Seishi Yokomizo         | 1959  |
| 42 | Naname Yashiki no Hanzai (斜め屋敷の犯罪)                |                                                 | Soji Shimada            | 1982  |
| 44 | Yatsuhaka Mura (八つ墓村)                                | Le Village aux huit tombes                      | Seishi Yokomizo         | 1951  |
| 45 | Shinshi Domei (紳士同盟)                                 |                                                 | Nobuhiko Kobayashi (ja) | 1980  |
| 46 | Jingisukan no Himitsu (成吉思汗の秘密)                   |                                                 | Akimitsu Takagi         | 1958  |
| 47 | Sakete Kaikyo (裂けて海峡)                               |                                                 | Tatsuo Shimizu (ja)     | 1983  |
| 48 | Riraso Jiken (りら荘事件)                                |                                                 | Tetsuya Ayukawa         | 1958  |
| 49 | Oshie to Tabisuru Otoko (押絵と旅する男)                 | Mirage                                          | Edogawa Ranpo           | 1929  |
| 50 | Karekusa no Ne (枯草の根)                                |                                                 | Shunshin Chin           | 1961  |
| 51 | Yoru no Odesseia (夜のオデッセイア)                      |                                                 | Yoichi Funado (ja)      | 1981  |
| 52 | Koso no Shikaku (高層の死角)                             |                                                 | Seiichi Morimura        | 1969  |
| 53 | Suna no Utsuwa (砂の器)                                  | Le Vase de sable                                | Seicho Matsumoto        | 1961  |
| 54 | Baibai, Enjeru (バイバイ、エンジェル)                    |                                                 | Kiyoshi Kasai (ja)      | 1979  |
| 55 | Hanshichi Torimonocho (半七捕物帳)                       | Hanshichi mène l'enquête à Edo                  | Kido Okamoto            | 1917  |
| 55 | Panorama To Kidan (パノラマ島綺譚)                       | L'Île Panorama                                  | Edogawa Ranpo           | 1926  |
| 55 | Ippon no Namari (一本の鉛)                               |                                                 | Yo Sano (ja)            | 1959  |
| 58 | Sarumaru Genshiko (猿丸幻視行)                           |                                                 | Motohiko Izawa (ja)     | 1980  |
| 59 | Neko no Shita ni Kugi o Ute (猫の舌に釘をうて)           |                                                 | Michio Tsuzuki (ja)     | 1961  |
| 60 | Manekarezaru Kyaku (招かれざる客)                        |                                                 | Saho Sasazawa (ja)      | 1980  |
| 61 | Kogecha Iro no Pasuteru (焦茶色のパステル)               |                                                 | Futari Okajima (ja)     | 1982  |
| 61 | Jinsei no Aho (人生の阿呆)                               |                                                 | Takataro Kigi (ja)      | 1936  |
| 63 | Haitoku no Mesu (背徳のメス)                             |                                                 | Jugo Kuroiwa (ja)       | 1960  |
| 64 | Johatsu (蒸発)                                           |                                                 | Shizuko Natsuki         | 1972  |
| 65 | Naporeon Kyo (ナポレオン狂)                              |                                                 | Takashi Atoda           | 1979  |
| 66 | Fugo Keiji (富豪刑事)                                    |                                                 | Yasutaka Tsutsui        | 1978  |
| 66 | Sharaku Satsujin Jiken (写楽殺人事件)                    |                                                 | Katsuhiko Takahashi     | 1983  |
| 68 | Nemurinaki Yoru (眠りなき夜)                             |                                                 | Kenzo Kitakata          | 1982  |
| 69 | Chocho Satsujin Jiken (蝶々殺人事件)                     |                                                 | Seishi Yokomizo         | 1946  |
| 70 | Shi no Aru Fukei (死のある風景)                          |                                                 | Tetsuya Ayukawa         | 1965  |
| 70 | Satsujinki (殺人鬼)                                      |                                                 | Shiro Hamao (ja)        | 1931  |
| 72 | Hono ni E o (炎に絵を)                                   |                                                 | Shunshin Chin           | 1966  |
| 73 | Kuroi Gashu (黒い画集)                                   |                                                 | Seicho Matsumoto        | 1960  |
| 74 | Agojuro Torimonocho (顎十郎捕物帳)                       |                                                 | Jūran Hisao             | 1939  |
| 75 | Daburyu no Higeki (Wの悲劇)                              | Meurtre au mont Fuji                            | Shizuko Natsuki         | 1982  |
| 76 | Berurin 1888 nen (伯林 一八八八年)                       |                                                 | Eisuke Kaito (ja)       | 1967  |
| 77 | Saraba Afurika no Joo (さらばアフリカの女王)             |                                                 | Ei Mori (ja)            | 1979  |
| 77 | Danjuro Seppuku Jiken (團十郎切腹事件)                   |                                                 | Yasuji Toita (ja)       | 1959  |
| 77 | Oinaru Gen'ei (大いなる幻影)                             |                                                 | Masako Togawa (ja)      | 1962  |
| 80 | Marionetto no Wana (マリオネットの罠)                    | Le Piège de la marionnette                      | Jirō Akagawa            | 1977  |
| 81 | Kanzen Hanzai (完全犯罪)                                 |                                                 | Mushitaro Oguri (ja)    | 1933  |
| 81 | Ashita Tenki ni Shiteokure (あした天気にしておくれ)      |                                                 | Futari Okajima (ja)     | 1983  |
| 83 | Sanju Roshutsu (三重露出)                                |                                                 | Michio Tsuzuki (ja)     | 1964  |
| 84 | Yomigaeru Kinro (蘇える金狼)                             |                                                 | Haruhiko Oyabu (ja)     | 1964  |
| 85 | Kurai Rakujitsu (暗い落日)                               |                                                 | Shoji Yuki (ja)         | 1965  |
| 85 | Ningen no Shomei (人間の証明)                            |                                                 | Seiichi Morimura        | 1975  |
| 85 | Yurei Ressha (幽霊列車)                                  |                                                 | Jirō Akagawa            | 1976  |
| 88 | Hikinige (轢き逃げ)                                      |                                                 | Yo Sano (ja)            | 1970  |
| 89 | Yukai Sakusen (誘拐作戦)                                 |                                                 | Michio Tsuzuki (ja)     | 1962  |
| 89 | Higohoin (非合法員)                                      |                                                 | Yoichi Funado (ja)      | 1979  |
| 89 | Bara no Onna (薔薇の女)                                  |                                                 | Kiyoshi Kasai (ja)      | 1983  |
| 92 | Sutarin Ansatsu Keikaku (スターリン暗殺計画)             |                                                 | Yoshiaki Hiyama (ja)    | 1978  |
| 92 | Tomo yo, Shizuka ni Nemure (友よ、静かに瞑れ)            |                                                 | Kenzo Kitakata          | 1983  |
| 94 | Ishi no Shita no Kiroku (石の下の記録)                   |                                                 | Udaru Oshita (ja)       | 1948  |
| 94 | Ochiru (落ちる)                                          |                                                 | Kyo Takigawa (ja)       | 1958  |
| 94 | Bokura no Jidai (ぼくらの時代)                           |                                                 | Kaoru Kurimoto          | 1978  |
| 94 | Hokku shi no Ikyo no Boken (ホック氏の異郷の冒険)        |                                                 | Ichiro Kano (ja)        | 1983  |
| 98 | Kita no Yuzuru 2/3 no Satsujin (北の夕鶴2/3の殺人)       |                                                 | Soji Shimada            | 1984  |
| 98 | Gojumannen no Shikaku (五十万年の死角)                   |                                                 | Ro Tomono (ja)          | 1976  |
| 98 | Koroshi e no Shotai (殺しへの招待)                       |                                                 | Shin Tendo (ja)         | 1973  |
| 98 | Hige no Aru Otokotachi (ひげのある男たち)                |                                                 | Shoji Yuki (ja)         | 1959  |
| 98 | Ikyo no Ho (異郷の帆)                                    |                                                 | Kyo Takigawa (ja)       | 1961  |

## 2012

### Meilleurs romans policiers du monde (2012)
| no  | Titre original                     | Titre français                                                              | Auteur                 | Année     |
| --- | ---------------------------------- | --------------------------------------------------------------------------- | ---------------------- | --------- |
| 1   | And Then There Were None           | Dix Petits Nègres                                                           | Agatha Christie        | 1939      |
| 2   | The Tragedy of Y                   | The Tragedy of Y                                                            | Ellery Queen           | 1932      |
| 3   | The Adventures of Sherlock Holmes  | Les Aventures de Sherlock Holmes                                            | Arthur Conan Doyle     | 1892      |
| 4   | Phantom Lady                       | Lady Fantôme                                                                | William Irish          | 1942      |
| 5   | The Murder of Roger Ackroyd        | Le Meurtre de Roger Ackroyd                                                 | Agatha Christie        | 1926      |
| 6   | The Long Goodbye                   | Le Grand Sommeil                                                            | Raymond Chandler       | 1953      |
| 7   | Il nome della rosa                 | Le Nom de la Rose                                                           | Umberto Eco            | 1980      |
| 8   | The Innocence of Father Brown      | La Clairvoyance du père Brown                                               | G. K. Chesterton       | 1911      |
| 9   | The Silence of the Lambs           | Le Silence des agneaux                                                      | Thomas Harris          | 1988      |
| 10  | The Burning Court                  | La Chambre ardente                                                          | John Dickson Carr      | 1937      |
| 11  | Murder on the Orient Express       | Le Crime de l'Orient-Express                                                | Agatha Christie        | 1934      |
| 12  | Millennium-serien                  | Millénium (série)                                                           | Stieg Larsson          | 2005-2007 |
| 13  | A Kiss Before Dying                | La Couronne de cuivre                                                       | Ira Levin              | 1953      |
| 14  | The Tragedy of X                   | The Tragedy of X                                                            | Ellery Queen           | 1932      |
| 15  | The Chill                          |                                                                             | Ross Macdonald         | 1964      |
| 16  | The Hollow Man The Three Coffins   | Trois cercueils se refermeront                                              | John Dickson Carr      | 1935      |
| 17  | The Day of the Jackal              | Chacal                                                                      | Frederick Forsyth      | 1971      |
| 18  | The Bishop Murder Case             | Le Fou des échecs / L'Affaire de l'évêque                                   | S. S. Van Dine         | 1929      |
| 19  | The Eagle Has Landed               | L'aigle s'est envolé                                                        | Jack Higgins           | 1975      |
| 20  | The Poisoned Chocolates Case       | Le Club des détectives                                                      | Anthony Berkeley Cox   | 1929      |
| 21  | Eight Million Ways to Die          |                                                                             | Lawrence Block         | 1982      |
| 22  | The Bone Collector                 | Le collectionneur                                                           | Jeffery Deaver         | 1997      |
| 23  | The Greek Coffin Mystery           | Deux Morts dans un cercueil                                                 | Ellery Queen           | 1932      |
| 24  | Death of Jezebel                   |                                                                             | Christianna Brand      | 1948      |
| 25  | Midnight Plus One                  | Minuit plus une                                                             | Gavin Lyall            | 1965      |
| 26  | Inherit the Stars                  |                                                                             | James P. Hogan (en)    | 1977      |
| 27  | White Jazz                         | White Jazz                                                                  | James Ellroy           | 1992      |
| 28  | Le Mystère de la chambre jaune     | ‐                                                                           | Gaston Leroux          | 1907      |
| 29  | Presumed Innocent                  | Présumé Innocent                                                            | Scott Turow            | 1987      |
| 30  | Den skrattande polisen             | Le Policier qui rit                                                         | Sjöwall & Wahlöö       | 1968      |
| 31  | Trial and Error                    | Une erreur judiciaire                                                       | Anthony Berkeley Cox   | 1937      |
| 32  | Shadow 81                          | Les Otages du ciel                                                          | Lucien Nahum           | 1975      |
| 33  | The Cask                           | Le Tonneau                                                                  | Freeman Wills Crofts   | 1920      |
| 34  | The Murders in the Rue Morgue      | Double Assassinat dans la rue Morgue                                        | Edgar Allan Poe        | 1841      |
| 35  | For Kicks                          | Ventre à terre                                                              | Dick Francis           | 1965      |
| 36  | The Maltese Falcon                 | Le Faucon de Malte                                                          | Dashiell Hammett       | 1930      |
| 37  | The Emperor's Snuff-Box            | Un coup sur la tabatière                                                    | John Dickson Carr      | 1942      |
| 38  | Red Harvest                        | La Moisson rouge                                                            | Dashiell Hammett       | 1929      |
| 39  | The Daughter of Time               | La Fille du temps                                                           | Josephine Tey          | 1951      |
| 40  | Chiefs                             |                                                                             | Stuart Woods           | 1981      |
| 41  | Piège pour Cendrillon              | ‐                                                                           | Sébastien Japrisot     | 1962      |
| 42  | The Egyptian Cross Mystery         | Le Mystère des trois croix Le Mystère égyptien                              | Ellery Queen           | 1932      |
| 43  | Frost at Christmas                 |                                                                             | R. D. Wingfield        | 1984      |
| 44  | The Judas Window                   | La Flèche peinte                                                            | Carter Dickson         | 1938      |
| 45  | The Nine Tailors                   | Les Neuf Tailleurs                                                          | Dorothy L. Sayers      | 1934      |
| 46  | Whip Hand                          | À la cravache !                                                             | Dick Francis           | 1979      |
| 47  | The Hound of the Baskervilles      | Le chien des Baskerville                                                    | Arthur Conan Doyle     | 1902      |
| 48  | The Red Redmaynes                  |                                                                             | Eden Phillpotts        | 1922      |
| 49  | Jumping Jenny Dead Mrs. Stratton   |                                                                             | Anthony Berkeley Cox   | 1933      |
| 50  | Invisible Green                    |                                                                             | John Thomas Sladek     | 1977      |
| 51  | A Judgement in Stone               | L'Analphabète                                                               | Ruth Rendell           | 1977      |
| 52  | Verbrechen                         |                                                                             | Ferdinand von Schirach | 2009      |
| 53  | La Femme de paille                 | ‐                                                                           | Catherine Arley        | 1956      |
| 54  | Point of Impact                    |                                                                             | Stephen Hunter         | 1993      |
| 55  | The Black Dahlia                   | Le Dahlia Noir                                                              | James Ellroy           | 1987      |
| 56  | Child 44                           | Enfant 44                                                                   | Tom Rob Smith          | 2008      |
| 57  | The Wycherly Woman                 | Le Cas de la femme Wycherly L'Affaire Wycherly                              | Ross Macdonald         | 1961      |
| 58  | The Judas Child                    |                                                                             | Carol O'Connell        | 1998      |
| 59  | The Second Shot                    |                                                                             | Anthony Berkeley Cox   | 1930      |
| 60  | The Big Nowhere                    | Le Grand Nulle part                                                         | James Ellroy           | 1988      |
| 61  | Misery                             | Misery                                                                      | Stephen King           | 1987      |
| 62  | The A.B.C. Murders                 | A.B.C. contre Poirot                                                        | Agatha Christie        | 1936      |
| 63  | The HOG Murders                    |                                                                             | William L. DeAndrea    | 1979      |
| 64  | Someone Like You                   | Bizarre ! Bizarre !                                                         | Roald Dahl             | 1953      |
| 65  | A Touch of Frost                   |                                                                             | R. D. Wingfield        | 1987      |
| 66  | Black Widowers                     | Cycle des veufs noirs                                                       | Isaac Asimov           | 1974      |
| 67  | The Moonstone                      | La Pierre de lune                                                           | Wilkie Collins         | 1868      |
| 68  | The Nine Mile Walk                 |                                                                             | Harry Kemelman         | 1967      |
| 69  | The Da Vinci Code                  | Da Vinci code                                                               | Dan Brown              | 2003      |
| 70  | HMS Ulysses                        | HMS Ulysses                                                                 | Alistair MacLean       | 1955      |
| 71  | Shibumi                            | Shibumi                                                                     | Trevanian              | 1979      |
| 72  | Past Caring                        |                                                                             | Robert Goddard         | 1986      |
| 73  | The Cold Moon                      | Clair de lune                                                               | Jeffery Deaver         | 2006      |
| 74  | Never Let Me Go                    | Auprès de moi toujours                                                      | Kazuo Ishiguro         | 2005      |
| 75  | Boy's Life                         |                                                                             | Robert R. McCammon     | 1991      |
| 76  | A Dram of Poison                   |                                                                             | Charlotte Armstrong    | 1956      |
| 77  | A Cool Breeze on the Underground   |                                                                             | Don Winslow            | 1991      |
| 78  | Cat of Many Tails                  | Griffes de velours                                                          | Ellery Queen           | 1949      |
| 79  | Farewell, My Lovely                | Adieu, ma jolie                                                             | Raymond Chandler       | 1940      |
| 80  | Last Seen Wearing                  | Portée disparue                                                             | Colin Dexter           | 1976      |
| 81  | Flicker                            | La Conspiration des ténèbres                                                | Theodore Roszak        | 1991      |
| 82  | Fingersmith                        | Du bout des doigts                                                          | Sarah Waters           | 2002      |
| 83  | The Big Blowdown                   |                                                                             | George Pelecanos       | 1996      |
| 84  | A Simple Plan                      |                                                                             | Scott Smith            | 1993      |
| 85  | Red Dragon                         | Dragon rouge                                                                | Thomas Harris          | 1981      |
| 86  | The Poet and the Lunatics          | Le Poète et les Lunatiques                                                  | G. K. Chesterton       | 1929      |
| 87  | The Power of the Dog               |                                                                             | Don Winslow            | 2005      |
| 88  | Affinity                           | Affinité                                                                    | Sarah Waters           | 1999      |
| 89  | Home Sweet Homicide                |                                                                             | Craig Rice             | 1944      |
| 90  | Calamity Town                      | La ville maudite                                                            | Ellery Queen           | 1942      |
| 91  | High Citadel                       |                                                                             | Desmond Bagley         | 1965      |
| 92  | L'Aiguille creuse                  | ‐                                                                           | Maurice Leblanc        | 1909      |
| 93  | Early Autumn                       | Printemps pourri                                                            | Robert B. Parker       | 1981      |
| 94  | The Chatham School Affair          | Au lieu-dir Noir-étang                                                      | Thomas H. Cook         | 1996      |
| 95  | Not a Penny More, Not a Penny Less | Récupérer un million de dollars, ce n'est pas si facile/La Main dans le sac | Jeffrey Archer         | 1976      |
| 96  | A Study in Scarlet                 | Une étude en rouge                                                          | Arthur Conan Doyle     | 1887      |
| 97  | The Hot Rock                       |                                                                             | Donald E. Westlake     | 1970      |
| 98  | A Madness of the Heart             |                                                                             | Richard Neely          | 1976      |
| 99  | Death on the Nile                  | Mort sur le Nil                                                             | Agatha Christie        | 1937      |
| 100 | The Caves of Steel                 | Les Cavernes d'acier                                                        | Isaac Asimov           | 1954      |

### Meilleurs romans policiers japonais (2012)
| no  | Titre original                                                                    | Titre français                                  | Auteur                  | Année |
| --- | --------------------------------------------------------------------------------- | ----------------------------------------------- | ----------------------- | ----- |
| 1   | Gokumon To (獄門島)                                                               |                                                 | Seishi Yokomizo         | 1949  |
| 2   | Kyomu e no Kumotsu (虚無への供物)                                                 |                                                 | Hideo Nakai (ja)        | 1964  |
| 3   | Senseijutsu Satsujin Jiken (占星術殺人事件)                                       | Tokyo Zodiac Murders                            | Soji Shimada            | 1981  |
| 4   | Dogura Magura (ドグラ・マグラ)                                                    | Dogra Magra                                     | Kyusaku Yumeno          | 1935  |
| 5   | Kasha (火車)                                                                      | Une carte pour l'enfer                          | Miyuki Miyabe           | 1992  |
| 6   | Ten to Sen (点と線)                                                               | Tokyo express                                   | Seicho Matsumoto        | 1958  |
| 7   | Dai Yukai (大誘拐)                                                                |                                                 | Shin Tendo (ja)         | 1978  |
| 8   | Jukkakukan no Satsujin (十角館の殺人)                                             | Meurtres dans le Décagone                       | Yukito Ayatsuji (ja)    | 1987  |
| 9   | Mōryō no Hako (魍魎の匣)                                                          |                                                 | Natsuhiko Kyogoku       | 1995  |
| 10  | Honjin Satsujin Jiken (本陣殺人事件)                                              |                                                 | Seishi Yokomizo         | 1947  |
| 11  | Kuroi Toranku (黒いトランク)                                                      |                                                 | Tetsuya Ayukawa         | 1956  |
| 12  | Modorigawa Shinju (戻り川心中)                                                    |                                                 | Mikihiko Renjō (ja)     | 1980  |
| 13  | Yogisha Ekkusu no Kenshin (容疑者Xの献身)                                         | Le Dévouement du suspect X                      | Keigo Higashino         | 2005  |
| 14  | Kokushikan Satsujin Jiken (黒死館殺人事件)                                        |                                                 | Mushitaro Oguri         | 1935  |
| 15  | Ikeru Shikabane no Shi (生ける屍の死)                                             |                                                 | Masaya Yamaguchi (ja)   | 1989  |
| 16  | A Aiichiro no Robai (亜愛一郎の狼狽)                                              |                                                 | Tsumao Awasaka (ja)     | 1978  |
| 17  | Sora Tobu Uma (空飛ぶ馬)                                                          |                                                 | Kaoru Kitamura          | 1989  |
| 18  | Byakuya Ko (白夜行)                                                               | La Lumière de la nuit                           | Keigo Higashino         | 1999  |
| 19  | Furenzoku Satsujin Jiken (不連続殺人事件)                                         | Meurtres sans série                             | Ango Sakaguchi          | 1948  |
| 20  | Tokeikan no Satsujin (時計館の殺人)                                               |                                                 | Yukito Ayatsuji (ja)    | 1991  |
| 21  | Naname Yashiki no Hanzai (斜め屋敷の犯罪)                                         |                                                 | Soji Shimada            | 1982  |
| 22  | Soto no Akuma (双頭の悪魔)                                                        |                                                 | Arisu Arisugawa (ja)    | 1992  |
| 23  | Ubume no Natsu (姑獲鳥の夏)                                                       |                                                 | Natsuhiko Kyogoku       | 1994  |
| 24  | Nisen Doka (二銭銅貨)                                                             | La Pièce de deux sen                            | Edogawa Ranpo           | 1923  |
| 25  | Suna no Utsuwa (砂の器)                                                           | Le Vase de sable                                | Seicho Matsumoto        | 1961  |
| 26  | Watashi ga Koroshita Shojo (私が殺した少女)                                       |                                                 | Ryō Hara                | 1989  |
| 27  | Koto no Oni (孤島の鬼)                                                            | Le Démon de l'île solitaire                     | Edogawa Ranpo           | 1929  |
| 28  | Ningyo wa Naze Korosareru (人形はなぜ殺される)                                    |                                                 | Akimitsu Takagi         | 1955  |
| 29  | Redi Joka (レディ・ジョーカー)                                                    |                                                 | Kaoru Takamura (ja)     | 1997  |
| 30  | Yoi Kinpeibai (妖異金瓶梅)                                                        |                                                 | Futaro Yamada           | 1954  |
| 31  | Kiga Kaikyo (飢餓海峡)                                                            |                                                 | Tsutomu Minakami        | 1963  |
| 32  | Shisei Satsujin Jiken (刺青殺人事件)                                              | Irezumi                                         | Akimitsu Takagi         | 1948  |
| 33  | Riraso Jiken (りら荘事件)                                                         |                                                 | Tetsuya Ayukawa         | 1958  |
| 34  | Midare Karakuri (乱れからくり)                                                    |                                                 | Tsumao Awasaka (ja)     | 1977  |
| 35  | Inju (陰獣)                                                                       | La Proie et l'Ombre Inju : la Bête dans l'ombre | Edogawa Ranpo           | 1928  |
| 36  | Hazakura no Kisetsu ni Kimi o Omou to iu Koto (葉桜の季節に君を想うということ)    |                                                 | Shogo Utano (ja)        | 2003  |
| 37  | Zero no Shoten (ゼロの焦点)                                                       | Le Point zéro                                   | Seicho Matsumoto        | 1959  |
| 38  | Juichi mai no Torampu (11枚のとらんぷ)                                            |                                                 | Tsumao Awasaka (ja)     | 1976  |
| 39  | Inugamike no Ichizoku (犬神家の一族)                                              | La Hache, le koto et le chrysanthème            | Seishi Yokomizo         | 1951  |
| 40  | Hako no Naka no Shitsuraku (匣の中の失楽)                                         |                                                 | Kenji Takemoto (ja)     | 1978  |
| 41  | Mohohan (模倣犯)                                                                  |                                                 | Miyuki Miyabe           | 2001  |
| 42  | Hanshichi Torimonocho (半七捕物帳)                                                | Hanshichi mène l'enquête à Edo                  | Kido Okamoto            | 1917  |
| 43  | Auto (OUT)                                                                        | Out                                             | Natsuo Kirino           | 1997  |
| 44  | Shi no Izumi (死の泉)                                                             |                                                 | Hiroko Minagawa         | 1997  |
| 45  | Dokuzaru: Shinjuku Zame 2 (毒猿 新宿鮫2)                                          |                                                 | Arimasa Osawa (ja)      | 1991  |
| 46  | Yamaneko no Natsu (山猫の夏)                                                      |                                                 | Yoichi Funado (ja)      | 1984  |
| 47  | Terorisuto no Parasoru (テロリストのパラソル)                                     |                                                 | Iori Fujiwara (ja)      | 1995  |
| 48  | Taiyo Kokuten (太陽黒点)                                                          |                                                 | Futaro Yamada           | 1963  |
| 49  | Jorogumo no Kotowari (絡新婦の理)                                                 |                                                 | Natsuhiko Kyogoku       | 1996  |
| 50  | Fuyajo (不夜城)                                                                   |                                                 | Seishu Hase             | 1996  |
| 51  | Kiso, Ten o Ugokasu (奇想、天を動かす)                                            |                                                 | Soji Shimada            | 1989  |
| 52  | Daisan no Jiko (第三の時効)                                                       |                                                 | Hideo Yokoyama          | 2003  |
| 53  | Makusu no Yama (マークスの山)                                                     |                                                 | Kaoru Takamura          | 1993  |
| 54  | Han'ochi (半落ち)                                                                 |                                                 | Hideo Yokoyama          | 2002  |
| 55  | Sama Apokaripusu (サマー・アポカリプス)                                           |                                                 | Kiyoshi Kasai (ja)      | 1981  |
| 56  | Iho no Kishi (異邦の騎士)                                                         |                                                 | Soji Shimada            | 1988  |
| 57  | Yatsuhaka Mura (八つ墓村)                                                         | Le Village aux huit tombes                      | Seishi Yokomizo         | 1951  |
| 58  | Takeki Hakobune (猛き箱舟)                                                        |                                                 | Yoichi Funado (ja)      | 1987  |
| 59  | Bengogawa no Shonin (弁護側の証人)                                                |                                                 | Kimiko Koizumi (ja)     | 1963  |
| 60  | Riyu (理由)                                                                       |                                                 | Miyuki Miyabe           | 1998  |
| 61  | Dasshu (奪取)                                                                     |                                                 | Yuichi Shimpo (ja)      | 1996  |
| 62  | Kubinashi no gotoki Tataru Mono (首無の如き祟るもの)                              |                                                 | Shinzo Mitsuda (ja)     | 2007  |
| 63  | Natsu to Fuyu no Sonata (夏と冬の奏鳴曲)                                          |                                                 | Yutaka Maya (ja)        | 1993  |
| 64  | Subete ga F ni Naru (すべてがFになる)                                             |                                                 | Hiroshi Mori            | 1996  |
| 65  | Shinjuku-zame (新宿鮫)                                                            |                                                 | Arimasa Osawa (ja)      | 1990  |
| 66  | Kuroi Ie (黒い家)                                                                 |                                                 | Yusuke Kishi            | 1997  |
| 67  | Keishicho-zoshi (警視庁草紙)                                                      |                                                 | Futaro Yamada           | 1975  |
| 68  | Shiawase no Sho (しあわせの書)                                                    |                                                 | Tsumao Awasaka (ja)     | 1987  |
| 69  | Mato (魔都)                                                                       |                                                 | Jūran Hisao             | 1938  |
| 70  | Nanakai Shinda Otoko (七回死んだ男)                                               |                                                 | Yasuhiko Nishizawa (ja) | 1995  |
| 71  | Tetsugakusha no Misshitsu (哲学者の密室)                                          |                                                 | Kiyoshi Kasai (ja)      | 1992  |
| 72  | Kemuri ka Tsuchi ka Kuimono (煙か土か食い物)                                      |                                                 | Otaro Maijo             | 2001  |
| 73  | Ahiru to Kamo no Koin Rokka (アヒルと鴨のコインロッカー)                          |                                                 | Kotaro Isaka            | 2003  |
| 74  | Inishieshon Rabu (イニシエーション・ラブ)                                         |                                                 | Kurumi Inui (ja)        | 2004  |
| 75  | Akuma no Temariuta (悪魔の手毬唄)                                                 | La ritournelle du démon                         | Seishi Yokomizo         | 1959  |
| 76  | Tsubasa Aru Yami: Merukatoru Ayu Saigo no Jiken (翼ある闇 メルカトル鮎最後の事件) |                                                 | Yutaka Maya (ja)        | 1991  |
| 77  | Neko wa Shitteita (猫は知っていた)                                                |                                                 | Etsuko Niki (ja)        | 1957  |
| 78  | Tesso no Ori (鉄鼠の檻)                                                           |                                                 | Natsuhiko Kyogoku       | 1996  |
| 79  | Kikenna Dowa (危険な童話)                                                         |                                                 | Takao Tsuchiya (ja)     | 1961  |
| 80  | Satsuriku ni Itaru Yamai (殺戮にいたる病)                                         |                                                 | Takemaru Abiko (ja)     | 1992  |
| 81  | Dakku Koru (ダック・コール)                                                       |                                                 | Itsura Inami (ja)       | 1991  |
| 82  | Kirigoe tei Satsujin Jiken (霧越邸殺人事件)                                       |                                                 | Yukito Ayatsuji (ja)    | 1990  |
| 83  | Gadara no Buta (ガダラの豚)                                                       |                                                 | Ramo Nakajima (ja)      | 1993  |
| 84  | Hasami Otoko (ハサミ男)                                                           |                                                 | Masayuki Shuno (ja)     | 1999  |
| 85  | Kadisu no Akai Hoshi (カディスの赤い星)                                           |                                                 | Go Osaka (ja)           | 1986  |
| 86  | Yoru yo Nezumi tachi no Tame ni (夜よ鼠たちのために)                              |                                                 | Mikihiko Renjō (ja)     | 1983  |
| 87  | Panorama To Kidan (パノラマ島綺譚)                                                | L'Île Panorama                                  | Edogawa Ranpo           | 1926  |
| 88  | Hakuchu no Shikaku (白昼の死角)                                                   |                                                 | Akimitsu Takagi         | 1960  |
| 89  | Somuite Kokyo (背いて故郷)                                                        |                                                 | Tatsuo Shimizu (ja)     | 1985  |
| 90  | Meiji Dantodai (明治断頭台)                                                       |                                                 | Futaro Yamada           | 1979  |
| 91  | Berurin Hiko Shirei (ベルリン飛行指令)                                            |                                                 | Joh Sasaki (ja)         | 1988  |
| 92  | Oidipusu no Yaiba (オイディプスの刃)                                              |                                                 | Baku Akae               | 1974  |
| 93  | Dokoku (慟哭)                                                                     |                                                 | Tokuro Nukui (ja)       | 1993  |
| 94  | Jenosaido (ジェノサイド)                                                          |                                                 | Kazuaki Takano          | 2011  |
| 95  | Koto Pazuru (孤島パズル)                                                          |                                                 | Arisu Arisugawa (ja)    | 1989  |
| 96  | Namekuji ni Kiitemiro (なめくじに聞いてみろ)                                      |                                                 | Michio Tsuzuki (ja)     | 1962  |
| 97  | Mozu no Sakebu Yoru (百舌の叫ぶ夜)                                                |                                                 | Go Osaka (ja)           | 1986  |
| 98  | Kyujukyu Pasento no Yukai (99%の誘拐)                                             |                                                 | Futari Okajima (ja)     | 1988  |
| 99  | Ryu wa Nemuru (龍は眠る)                                                          |                                                 | Miyuki Miyabe           | 1991  |
| 100 | Kuroi Hakucho (黒い白鳥)                                                          |                                                 | Tetsuya Ayukawa         | 1960  |
| 101 | Eien no Ko (永遠の仔)                                                             |                                                 | Arata Tendō             | 1999  |
| 102 | Etorofu hatsu Kinkyuden (エトロフ発緊急電)                                        |                                                 | Joh Sasaki (ja)         | 1989  |